# Heike Borufka

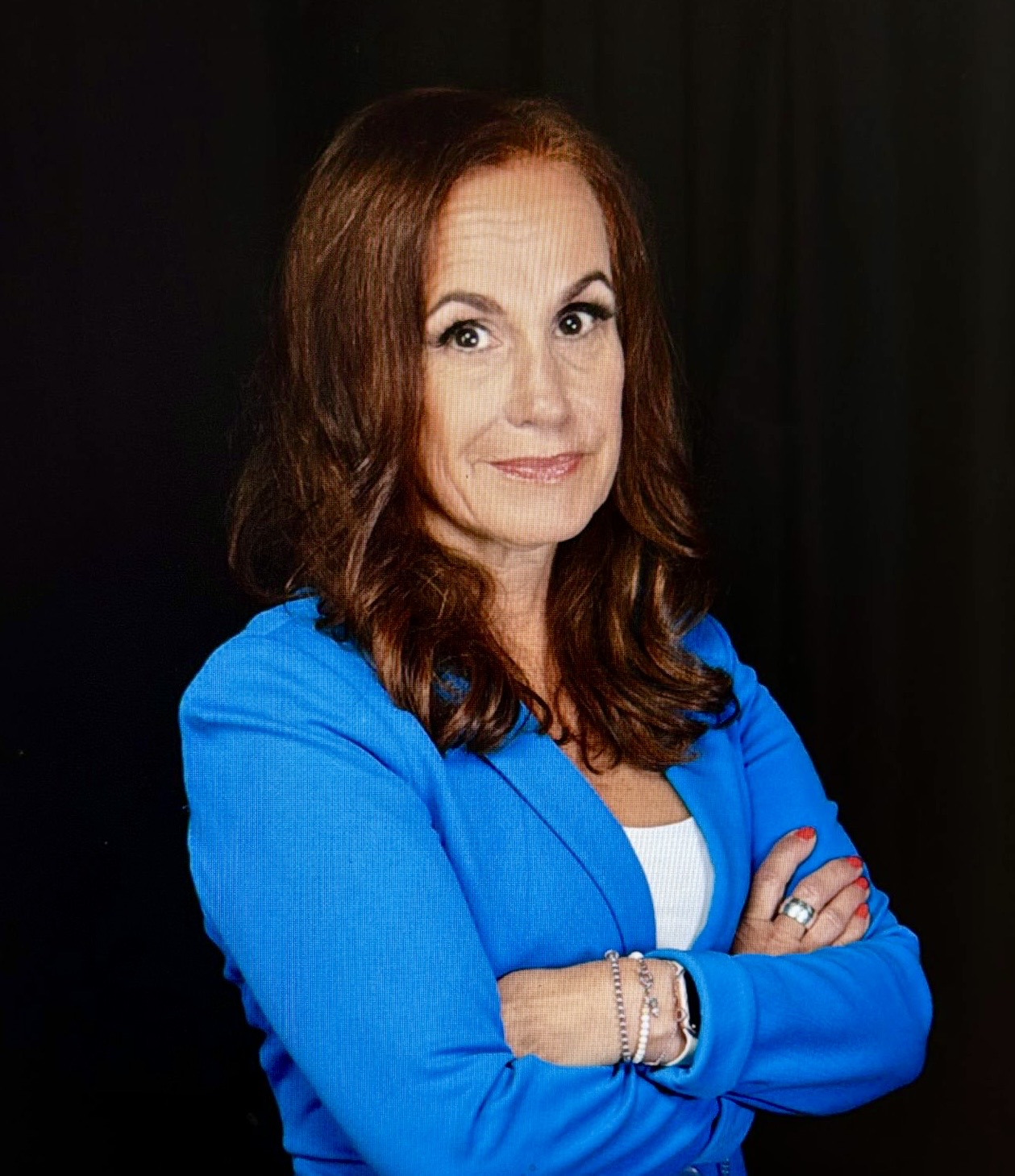
Heike Borufka (2024)

Heike Borufka (* 1965 in Frankfurt am Main) ist eine deutsche Journalistin und Autorin.

## Leben und Wirken
Heike Borufka studierte Anglistik, Amerikanistik und Theater-, Film- und Fernsehwissenschaften an der Johann Wolfgang Goethe-Universität in Frankfurt am Main.
1992 absolvierte sie ein Zeitungsvolontariat und war bis 1998 Redakteurin bei der Frankfurter Neuen Presse. Seit Oktober 1998 ist sie als Gerichtsreporterin für den Hessischen Rundfunk tätig.
Sie berichtete über Medienprozesse wie den Kannibalen von Rotenburg, den Kindsmörder Magnus Gäfgen, den Mordfall Johanna Bohnacker oder den NSU-Prozess in München.
Im März 2019 gehörte sie der Jury des Deutschen Fernsehkrimipreises an.
Seit Mai 2019 spricht sie im öffentlich-rechtlichen True-Crime-Podcast Verurteilt! gemeinsam mit dem Podcaster Basti Red über Gerichtsfälle des deutschen Rechtssystems. Die Sendungen sind auch als Video in der hr-Mediathek abrufbar und werden wöchentlich gegen Mitternacht von Freitag auf Samstag im HR-Fernsehen ausgestrahlt.
Borufka und Red besprechen ihre Kriminalfälle auch vor Publikum bei regelmäßigen Live-Auftritten in der Kabarettbühne „Käs“ in der Frankfurter Naxoshalle
Mit ihrem Podcast-Partner Basti Red teilt sie die Anhängerschaft zum Fußballverein Eintracht Frankfurt und tritt auch gelegentlich in Reds Stamm-Videopodcast Fußball 2000 auf.
Borufka ist verheiratet und hat eine Tochter.

## Auszeichnungen
- 2012: Regino-Preis in der Kategorie „Rundfunk“[10]
- 2018: Deutscher Reporterpreis: Opfer ohne Stimme – wie wir unsere Kinder vor Gewalt schützen (Multimedia)[11][12]
- 2019: Deutscher Sozialpreis in der Sparte „Hörfunk“[13]
- 2019: Childhood Award für das multimediale Themenspecial Opfer ohne Stimme – Wie wir unsere Kinder vor Gewalt schützen[14]